# Монтини льо Тийол
Монтини льо Тийол (на френски: Montigny-le-Tilleul) е селище в Югозападна Белгия, окръг Шарлероа на провинция Ено. Населението му е около 10 200 души (2006).